# Overton, Texas
Overton là một thành phố thuộc quận Rusk, tiểu bang Texas, Hoa Kỳ. Năm 2010, dân số của xã này là 2554 người.

## Dân số
- Dân số năm 2000: 2350 người.
- Dân số năm 2010: 2554 người.